# Pachybrachis circumcinctus
Pachybrachis circumcinctus är en skalbaggsart som beskrevs av George Robert Crotch 1874. Pachybrachis circumcinctus ingår i släktet Pachybrachis och familjen bladbaggar. Inga underarter finns listade i Catalogue of Life.